# Маріна Алабау
Маріна Алабау  (ісп. Marina Alabau, 31 серпня 1985) — іспанська яхтсменка, олімпійська чемпіонка.

## Виступи на Олімпіадах
| Олімпіада   | Дисципліна  | Місце |
| ----------- | ----------- | ----- |
| Пекін 2008  | віндсерфинг | 4     |
| Лондон 2012 | віндсерфинг | 1     |